# Attenborosaurus
Attenborosaurus là một chi thằn lằn cổ rắn, được Bakker mô tả khoa học năm 1993.